# AB Fagerhult
O grupo Fagerhult é uma companhia sueca que produz os encaixes e os luminárias para iluminação. Foi concedida a concessão vermelha do projeto do ponto em 2007.